# Ad Pirum
Ad Pirum was een Romeins fort dat in gebruik was tijdens het Laat-Romeinse rijk. Het ligt op het Hrušica-plateau in zuidwest Slovenië, bij het gehucht Hrušica ten oosten van Vipava en Ajdovščina. Het werd gebouwd in de jaren 320, en werd in 394 veroverd door de troepen van de Oost-Romeinse keizer Theodosius I aan de vooravond van de Slag aan de Frigidus (5 en 6 september 394).
- Virtual International Authority File: 247150326
- WorldCat: E39PBJqBwj3mgwYj6RQhDWTJXd